# Marion (film, 2024)
Pour les articles homonymes, voir Marion.
Pour plus de détails, voir Fiche technique et Distribution.
Marion est un court métrage dramatique britannico-français écrit et réalisé par Joe Weiland et Finn Constantine, sorti en 2024. Situé dans le monde de la course landaise, dans le sud-ouest de la France, le film montre les minutes avant l'entrée en piste de Marion, mère de famille et seule femme écarteur du pays.
Remarqué lors de sa présentation à la Mostra de Venise 2024, où il concourt au prix Orizzonti du meilleur film, le court métrage en langue française, interprété par une authentique femme écarteur, est ensuite nommé lors du festival international du film de Valladolid, à celui de Toronto et pour le prix du meilleur court métrage aux British Academy Film Awards de 2025

## Synopsis
Marion est la seule femme écarteur en France. Ce court métrage capture les treize minutes précédant la première performance de Marion, plongeant dans sa lutte contre le sexisme et les préjugés sociétaux. Il décrit son parcours dans un monde dominé par les hommes, équilibrant les responsabilités de la maternité avec la poursuite de sa passion.

## Fiche technique
- Titre : Marion
- Directeur de la photographie : Harry Wheeler

## Distribution
- Caroline Noguès-Larbère : Marion
- Radouan Leflahi
- Laurent Fernandez
- Manuel Severi
- Chloé Bugard

## Production
Le film est une coproduction entre OB42 au Royaume-Uni et Solab Pictures en France. Le tournage a lieu en juillet 2023 aux arènes municipales de Soustons, durant le spectacle Landes Émotions puis en décembre de la même année dans les dépendances des arènes de Bayonne. La course landaise est capturée grâce à cinq caméras et un drone. Les réalisateurs emploient la pellicule au format 35 mm. Caroline Larbère est alors l'une des quatre femmes en activité dans la course landaise. Son époux Mathieu Noguès avait représenté ce sport dans le documentaire Une Terre de jeu (en), diffusé sur Netflix en 2022.
En février 2024 Sienna Miller intègre le film en tant que productrice exécutive, rejointe en juillet 2024 par Cate Blanchett.

## Distinctions
| Prix                                         | Date             | Catégorie                                         | Destinataire(s)                 | Résultat   | Ref.  |
| -------------------------------------------- | ---------------- | ------------------------------------------------- | ------------------------------- | ---------- | ----- |
| Prix du jeune réalisateur                    | 20 juin 2024     | Écran d'or                                        | Joe Weiland et Finn Constantine | Lauréat    | [ 5 ] |
| Mostra de Venise                             | 7 septembre 2024 | Prix Orizzonti du meilleur court métrage          | Marion                          | Nomination | ,     |
| Festival international du film de Valladolid | 26 octobre 2024  | Section Officielle du Court Métrage International | Marion                          | Nomination | [ 8 ] |
| Show Me Shorts (en)                          | 28 octobre 2024  | Meilleur film international                       | Marion                          | Nomination | ,     |
| Prix du cinéma de l'Académie britannique     | 16 février 2025  | Meilleur court métrage britannique                | Marion                          | Nomination | ,     |